# 燕霧上堡
燕霧上堡，是台灣中部自清治時期至日治初期的一個行政區劃，其範圍包括今彰化縣的花壇鄉全部及秀水鄉東部。清治時期由燕霧保分而為燕霧上保和燕霧下保，日治時時期改「保」為「堡」。
燕霧上堡西邊為馬芝堡，北邊為線東堡，東邊為貓羅堡，南邊為燕霧下堡。
同治元年（1862年），戴潮春事件中「馬鳴山燕霧堡會戰」在此行政區域內交戰。

## 管轄街庄
燕霧上堡共轄7個庄：
- 今花壇鄉境內：三家春庄、橋仔頭庄、白沙坑庄、茄苳腳庄（花壇）、口庄
- 今秀水鄉境內：陝西庄、秀水庄